# Variatio
El variatio (voz de latín derivada de variare, cambiar) es un procedimiento que consiste en un cambio a nivel fonético, gramatical, sintáctico-morfológico o semántico de los mecanismos de repetición, especialmente cuando no están motivados retóricamente.
Formas de variatio son la sinonimia, la paronomasia y políptoton.
Un ejemplo puede ser:
«De divinis humanisque discendum est, de praeteritis de futuris, de caducis de aeternis, de tempore.» (Lucio Anneo Séneca, ep. 88,3)
- Datos: Q2510771